# Liste der meistverkauften Belletristikbücher in Deutschland
In der Liste der meistverkauften Bücher in Deutschland werden die Bücher der Sparte Belletristik aufgelistet, die in Deutschland am meisten verkauft wurden. Die Liste wurde vom Institut für Demoskopie Allensbach, ab dem 25. Oktober 1971 von Buchreport im Auftrag des Spiegels ermittelt.

## Listen

### 1961 ff.
| 1961 | 1962 |
| --- | --- |
| - Heinrich Böll – Erzählungen. Hörspiele. Aufsätze - 8 Wochen (18. Oktober – 12. Dezember, insgesamt 24 Wochen) - Ivo Andrić – Wesire und Konsuln - 1 Woche (13. Dezember – 19. Dezember) - Heinrich Böll – Erzählungen. Hörspiele. Aufsätze - 16 Wochen (20. Dezember 1961 – 10. April 1962, insgesamt 24 Wochen) | - Heinrich Böll – Erzählungen. Hörspiele. Aufsätze - 16 Wochen (20. Dezember 1961 – 10. April 1962, insgesamt 24 Wochen) - Curt Goetz / Valérie von Martens – Die Verwandlung des Peterhans von Binningen. Der Memoiren zweiter Teil - 4 Wochen (11. April – 8. Mai) - Wolfgang Borchert – Die traurigen Geranien und andere Geschichten aus dem Nachlaß - 10 Wochen (9. Mai – 17. Juli) - Harper Lee – Wer die Nachtigall stört … - 3 Wochen (18. Juli – 7. August, insgesamt 9 Wochen) - Stefan Andres – Novellen und Erzählungen - 6 Wochen (8. August – 18. September, insgesamt 9 Wochen) - Harper Lee – Wer die Nachtigall stört - 1 Woche (19. September – 25. September, insgesamt 9 Wochen) - Stefan Andres – Novellen und Erzählungen - 3 Wochen (26. September – 16. Oktober, insgesamt 9 Wochen) - Anne Golon – Angélique, die Rebellin - 15 Wochen (17. Oktober 1962 – 29. Januar 1963, insgesamt 17 Wochen) |
| 1963 | 1964 |
| - Anne Golon – Angélique, die Rebellin - 15 Wochen (17. Oktober 1962 – 29. Januar 1963, insgesamt 17 Wochen) - Harper Lee – Wer die Nachtigall stört - 5 Wochen (30. Januar – 5. März, insgesamt 9 Wochen) - Anne Golon – Angélique, die Rebellin - 2 Wochen (6. März – 19. März, insgesamt 17 Wochen) - Peter Bamm – Anarchie mit Liebe - 2 Wochen (20. März – 2. April) - Rolf Hochhuth – Der Stellvertreter - 13 Wochen (3. April – 2. Juli) - Heinrich Böll – Ansichten eines Clowns - 14 Wochen (3. Juli – 8. Oktober, insgesamt 25 Wochen) - Günter Grass – Hundejahre - 12 Wochen (9. Oktober 1963 – 5. Februar 1964, insgesamt 13 Wochen) | - Günter Grass – Hundejahre - 12 Wochen (9. Oktober 1963 – 4. Februar 1964, insgesamt 13 Wochen) - Heinrich Böll – Ansichten eines Clowns - 3 Wochen (5. Februar – 25. Februar, insgesamt 25 Wochen) - Günter Grass – Hundejahre - 1 Woche (26. Februar – 3. März, insgesamt 13 Wochen) - Heinrich Böll – Ansichten eines Clowns - 7 Wochen (4. März – 21. April, insgesamt 25 Wochen) - Ingeborg Bachmann – Gedichte – Erzählungen – Hörspiele – Essays - 1 Woche (22. April – 28. April, insgesamt 2 Wochen) - Heinrich Böll – Ansichten eines Clowns - 1 Woche (29. April – 5. Mai, insgesamt 25 Wochen) - Verna B. Carleton – Wenn die Mondwinden blühen - 1 Woche (6. Mai – 19. Mai, insgesamt 16 Wochen) - Ingeborg Bachmann – Gedichte – Erzählungen – Hörspiele – Essays - 1 Woche (20. Mai – 26. Mai, insgesamt 2 Wochen) - Verna B. Carleton – Wenn die Mondwinden blühen - 15 Wochen (27. Mai – 8. September, insgesamt 16 Wochen) - Mary McCarthy – Die Clique - 8 Wochen (9. September – 3. November, insgesamt 20 Wochen) - Max Frisch – Mein Name sei Gantenbein - 1 Woche (4. November – 10. November, insgesamt 12 Wochen) - Mary McCarthy – Die Clique - 2 Wochen (11. November – 24. November, insgesamt 20 Wochen) - Max Frisch – Mein Name sei Gantenbein - 3 Wochen (25. November – 15. Dezember, insgesamt 12 Wochen) - Mary McCarthy – Die Clique - 1 Woche (16. Dezember – 22. Dezember, insgesamt 20 Wochen) - Max Frisch – Mein Name sei Gantenbein - 7 Wochen (23. Dezember 1964 – 9. Februar 1965, insgesamt 12 Wochen) |
| 1965 | 1966 |
| - Max Frisch – Mein Name sei Gantenbein - 7 Wochen (23. Dezember 1964 – 9. Februar 1965, insgesamt 12 Wochen) - Mary McCarthy – Die Clique - 7 Wochen (10. Februar – 30. März, insgesamt 20 Wochen) - Max Frisch – Mein Name sei Gantenbein - 1 Woche (31. März – 6. April, insgesamt 12 Wochen) - Mary McCarthy – Die Clique - 2 Wochen (7. April – 20. April, insgesamt 20 Wochen) - Sumner Locke Elliott – Leise, er könnte dich hören - 2 Wochen (21. April – 4. Mai) - Ernst von Salomon – Die schöne Wilhelmine - 24 Wochen (5. Mai – 19. Oktober) - Johannes Mario Simmel – Lieb Vaterland magst ruhig sein - 6 Wochen (20. Oktober – 30. November, insgesamt 15,71 Wochen) - Saul Bellow – Herzog - 2 Wochen (1. Dezember – 14. Dezember, insgesamt 4 Wochen) - Johannes Mario Simmel – Lieb Vaterland magst ruhig sein - 6,71 Wochen (15. Dezember 1965 – 30. Januar 1966, insgesamt 15,71 Wochen) | - Johannes Mario Simmel – Lieb Vaterland magst ruhig sein - 6,71 Wochen (15. Dezember 1965 – 30. Januar 1966, insgesamt 15,71 Wochen) - Saul Bellow – Herzog - 1 Woche (31. Januar – 6. Februar, insgesamt 4 Wochen) - Robert Gover – Ein Hundertdollar Mißverständnis - 3 Wochen (7. Februar – 27. Februar, insgesamt 4 Wochen) - Johannes Mario Simmel – Lieb Vaterland magst ruhig sein - 3 Wochen (28. Februar – 20. März, insgesamt 15,71 Wochen) - Saul Bellow – Herzog - 1 Woche (21. März – 27. März, insgesamt 4 Wochen) - Robert Gover – Ein Hundertdollar Mißverständnis - 1 Woche (28. März – 3. April, insgesamt 4 Wochen) - Shirley Ann Grau – Die Hüter des Hauses - 26 Wochen (4. April – 2. Oktober) - Martin Walser – Das Einhorn - 2 Wochen (3. Oktober – 16. Oktober) - Heinrich Böll – Ende einer Dienstfahrt - 26 Wochen (17. Oktober 1966 – 16. April 1967) |
| 1967 | 1968 |
| - Heinrich Böll – Ende einer Dienstfahrt - 26 Wochen (17. Oktober 1966 – 16. April 1967) - Eric Malpass – Morgens um sieben ist die Welt noch in Ordnung - 31 Wochen (17. April – 19. November, insgesamt 48 Wochen) - Anne Golon – Angélique und Joffrey - 1 Woche (20. November – 26. November) - Eric Malpass – Morgens um sieben ist die Welt noch in Ordnung - 17 Wochen (27. November 1967 – 24. März 1968, insgesamt 48 Wochen) | - Eric Malpass – Morgens um sieben ist die Welt noch in Ordnung - 17 Wochen (27. November 1967 – 24. März 1968, insgesamt 48 Wochen) - Johannes Mario Simmel – Alle Menschen werden Brüder - 5 Wochen (25. März – 28. April) - Michail Afanassjewitsch Bulgakow – Der Meister und Margarita - 1 Woche (29. April – 5. Mai) - Thornton Wilder – Der achte Schöpfungstag - 19 Wochen (6. Mai – 15. September) - Eric Malpass – Wenn süß das Mondlicht auf den Hügeln schläft - 10 Wochen (16. September – 24. November, insgesamt 12 Wochen) - Siegfried Lenz – Deutschstunde - 2 Wochen (25. November – 8. Dezember, insgesamt 37 Wochen) - Eric Malpass – Wenn süß das Mondlicht auf den Hügeln schläft - 1 Woche (9. Dezember – 15. Dezember, insgesamt 12 Wochen) - Siegfried Lenz – Deutschstunde - 5 Wochen (16. Dezember 1968 – 19. Januar 1969, insgesamt 37 Wochen) |
| 1969 | 1970 |
| - Siegfried Lenz – Deutschstunde - 5 Wochen (16. Dezember 1968 – 19. Januar 1969, insgesamt 37 Wochen) - Eric Malpass – Wenn süß das Mondlicht auf den Hügeln schläft - 1 Woche (20. Januar – 26. Januar, insgesamt 12 Wochen) - Siegfried Lenz – Deutschstunde - 30 Wochen (27. Januar – 24. August, insgesamt 37 Wochen) - Hans Habe – Das Netz - 5 Wochen (25. August – 28. September) - Günter Grass – Örtlich betäubt - 9 Wochen (29. September – 30. November) - John Updike – Ehepaare - 1 Woche (1. Dezember – 7. Dezember) - Rudolf Hagelstange – Altherrensommer - 14 Wochen (8. Dezember 1969 – 15. März 1970) | - Rudolf Hagelstange – Altherrensommer - 14 Wochen (8. Dezember 1969 – 15. März 1970) - Johannes Mario Simmel – Und Jimmy ging zum Regenbogen - 18 Wochen (16. März – 19. Juli, insgesamt 25 Wochen) - Henri Charrière – Papillon - 2 Wochen (20. Juli – 2. August, insgesamt 3 Wochen) - Johannes Mario Simmel – Und Jimmy ging zum Regenbogen - 7 Wochen (3. August – 20. September, insgesamt 25 Wochen) - Henri Charrière – Papillon - 1 Woche (21. September – 27. September, insgesamt 3 Wochen) - Hildegard Knef – Der geschenkte Gaul - 32 Wochen (28. September 1970 – 9. Mai 1971) |

### 1971 ff.
| 1971 | 1972 |
| --- | --- |
| - Hildegard Knef – Der geschenkte Gaul - 32 Wochen (28. September 1970 – 9. Mai 1971) - Erich Segal – Love Story - 16 Wochen (10. Mai – 29. August, insgesamt 17 Wochen) - Heinrich Böll – Gruppenbild mit Dame - 3 Wochen (30. August – 19. September, insgesamt 7 Wochen) - Erich Segal – Love Story - 1 Woche (20. September – 26. September, insgesamt 17 Wochen) - Heinrich Böll – Gruppenbild mit Dame - 4 Wochen (27. September – 24. Oktober, insgesamt 7 Wochen) - Johannes Mario Simmel – Der Stoff aus dem die Träume sind - 24 Wochen (25. Oktober 1971 – 9. April 1972) | - Johannes Mario Simmel – Der Stoff aus dem die Träume sind - 24 Wochen (25. Oktober 1971 – 9. April 1972) - Frederick Forsyth – Der Schakal - 23 Wochen (10. April – 17. September) - Alexander Issajewitsch Solschenizyn – August Vierzehn - 2 Wochen (18. September – 1. Oktober) - Peter Bamm – Eines Menschen Zeit - 27 Wochen (2. Oktober 1972 – 8. April 1973) |
| 1973 | 1974 |
| - Peter Bamm – Eines Menschen Zeit - 27 Wochen (2. Oktober 1972 – 8. April 1973) - Frederick Forsyth – Die Akte Odessa - 12 Wochen (9. April – 1. Juli) - Henri Charrière – Banco - 7 Wochen (2. Juli – 19. August) - Johannes Mario Simmel – Die Antwort kennt nur der Wind - 9 Wochen (20. August – 21. Oktober, insgesamt 10 Wochen) - Siegfried Lenz – Das Vorbild - 11 Wochen (22. Oktober 1973 – 6. Januar 1974, insgesamt 17 Wochen) | - Siegfried Lenz – Das Vorbild - 11 Wochen (22. Oktober 1973 – 6. Januar 1974, insgesamt 17 Wochen) - Johannes Mario Simmel – Die Antwort kennt nur der Wind - 1 Woche (7. Januar – 13. Januar, insgesamt 10 Wochen) - Siegfried Lenz – Das Vorbild - 6 Wochen (14. Januar – 24. Februar, insgesamt 17 Wochen) - Morris West – Der Salamander - 18 Wochen (25. Februar – 30. Juni) - Lilli Palmer – Dicke Lilli – gutes Kind - 8 Wochen (1. Juli – 25. August, insgesamt 23 Wochen) - Heinrich Böll – Die verlorene Ehre der Katharina Blum - 10 Wochen (26. August – 3. November) - Lilli Palmer – Dicke Lilli – gutes Kind - 7 Wochen (4. November – 22. Dezember, insgesamt 23 Wochen) - Ephraim Kishon – Kein Öl, Moses? - 1 Woche (23. Dezember – 29. Dezember, insgesamt 3 Wochen) - Lilli Palmer – Dicke Lilli – gutes Kind - 8 Wochen (30. Dezember 1974 – 23. Februar 1975, insgesamt 23 Wochen) |
| 1975 | 1976 |
| - Lilli Palmer – Dicke Lilli – gutes Kind - 8 Wochen (30. Dezember 1974 – 23. Februar 1975, insgesamt 23 Wochen) - Ephraim Kishon – Kein Öl, Moses? - 2 Wochen (24. Februar – 9. März, insgesamt 3 Wochen) - Morris L. West – Harlekin - 3 Wochen (10. März – 30. März) - Siegfried Lenz – Der Geist der Mirabelle - 15 Wochen (31. März – 13. Juli) - Hans Habe – Palazzo - 6 Wochen (14. Juli – 24. August) - Johannes Mario Simmel – Niemand ist eine Insel - 28 Wochen (25. August 1975 – 7. März 1976) | - Johannes Mario Simmel – Niemand ist eine Insel - 28 Wochen (25. August 1975 – 7. März 1976) - Ephraim Kishon – Familiengeschichten - 7 Wochen (8. März – 25. April) - Arthur Hailey – Die Bankiers - 4 Wochen (26. April – 23. Mai, insgesamt 14 Wochen) - James Clavell – Shogun - 1 Woche (24. Mai – 30. Mai) - Arthur Hailey – Die Bankiers - 10 Wochen (31. Mai – 8. August, insgesamt 14 Wochen) - Ephraim Kishon – In Sachen Kain und Abel - 13 Wochen (9. August – 7. November, insgesamt 24 Wochen) - Erica Jong – Angst vorm Fliegen - 1 Woche (8. November – 14. November, insgesamt 6 Wochen) - Ephraim Kishon – In Sachen Kain und Abel - 2 Wochen (15. November – 28. November, insgesamt 24 Wochen) - Erica Jong – Angst vorm Fliegen - 3 Wochen (29. November – 19. Dezember, insgesamt 6 Wochen) - Ephraim Kishon – In Sachen Kain und Abel - 9 Wochen (20. Dezember 1976 – 20. Februar 1977, insgesamt 24 Wochen) |
| 1977 | 1978 |
| - Ephraim Kishon – In Sachen Kain und Abel - 9 Wochen (20. Dezember 1976 – 20. Februar 1977, insgesamt 24 Wochen) - Erica Jong – Angst vorm Fliegen - 2 Wochen (21. Februar – 6. März, insgesamt 6 Wochen) - Lilli Palmer – Der rote Rabe - 8 Wochen (7. März – 1. Mai) - Reiner Kunze – Die wunderbaren Jahre - 15 Wochen (2. Mai – 14. August) - Sandra Paretti – Das Zauberschiff - 1 Woche (15. August – 21. August) - Günter Grass – Der Butt - 29 Wochen (22. August 1977 – 12. März 1978) | - Günter Grass – Der Butt - 29 Wochen (22. August 1977 – 12. März 1978) - Alex Haley – Wurzeln - 1 Woche (13. März – 19. März, zusammen 2 Wochen) - Loriot – Wum und Wendelin - 1 Woche (20. März – 26. März, insgesamt 4 Wochen) - Alex Haley – Wurzeln - 1 Woche (27. März – 2. April, zusammen 2 Wochen) - Loriot – Wum und Wendelin - 3 Wochen (3. April – 23. April, insgesamt 4 Wochen) - Johannes Mario Simmel – Hurra, wir leben noch - 22 Wochen (24. April – 10. September) - Siegfried Lenz – Heimatmuseum - 29 Wochen (11. September 1978 – 1. April 1979) |
| 1979 | 1980 |
| - Siegfried Lenz – Heimatmuseum - 29 Wochen (11. September 1978 – 1. April 1979) - Ilse Gräfin von Bredow – Kartoffeln mit Stippe - 21 Wochen (2. April – 26. August) - Heinrich Böll – Fürsorgliche Belagerung - 10 Wochen (27. August – 4. November) - Ephraim Kishon – Paradies neu zu vermieten - 3 Wochen (5. November – 25. November, insgesamt 19 Wochen) - Frederick Forsyth – Des Teufels Alternative - 2 Wochen (26. November – 9. Dezember, insgesamt 3 Wochen) - Ephraim Kishon – Paradies neu zu vermieten - 2 Wochen (10. Dezember – 23. Dezember, insgesamt 19 Wochen) - Frederick Forsyth – Des Teufels Alternative - 1 Woche (24. Dezember – 30. Dezember, insgesamt 3 Wochen) - Ephraim Kishon – Paradies neu zu vermieten - 13 Wochen (31. Dezember 1979 – 30. März 1980, insgesamt 19 Wochen) | - Ephraim Kishon – Paradies neu zu vermieten - 13 Wochen (31. Dezember 1979 – 30. März 1980, insgesamt 19 Wochen) - J. R. R. Tolkien – Der Herr der Ringe - 1 Woche (31. März – 6. April, insgesamt 5 Wochen) - Ephraim Kishon – Paradies neu zu vermieten - 1 Woche (7. April – 13. April, insgesamt 19 Wochen) - J. R. R. Tolkien – Der Herr der Ringe - 2 Wochen (14. April – 27. April, insgesamt 5 Wochen) - Avery Corman – Kramer gegen Kramer - 2 Wochen (28. April – 11. Mai, insgesamt 7 Wochen) - J. R. R. Tolkien – Der Herr der Ringe - 2 Wochen (12. Mai – ?, insgesamt 5 Wochen) - Avery Corman – Kramer gegen Kramer - 5 Wochen (26. Mai – 29. Juni, insgesamt 7 Wochen) - Günter Grass – Kopfgeburten oder Die Deutschen sterben aus - 9 Wochen (30. Juni – 31. August) - Johannes Mario Simmel – Wir heißen euch hoffen - 13 Wochen (1. September – 30. November, insgesamt 14 Wochen) - Larry Collins / Dominique Lapierre – Der fünfte Reiter - 1 Woche (1. Dezember – 7. Dezember) - Otto Waalkes – Das Buch Otto - 1 Woche (8. Dezember – 14. Dezember, insgesamt 4 Wochen) - Johannes Mario Simmel – Wir heißen euch hoffen - 1 Woche (15. Dezember – 21. Dezember, insgesamt 14 Wochen) - Otto Waalkes – Das Buch Otto - 3 Wochen (22. Dezember 1980 – 11. Januar 1981, insgesamt 4 Wochen) |

### 1981 ff.
| 1981 | 1982 |
| --- | --- |
| - Otto Waalkes – Das Buch Otto - 3 Wochen (22. Dezember 1980 – 11. Januar 1981, insgesamt 4 Wochen) - Michael Ende – Die unendliche Geschichte - 9 Wochen (12. Januar – 15. März, insgesamt 111 Wochen) - Ephraim Kishon – … und die beste Ehefrau von allen - 9 Wochen (16. März – 17. Mai, insgesamt 11 Wochen) - Michael Ende – Die unendliche Geschichte - 1 Woche (18. Mai – 24. Mai, insgesamt 111 Wochen) - Ephraim Kishon – … und die beste Ehefrau von allen - 1 Woche (25. Mai – 31. Mai, insgesamt 11 Wochen) - Michael Ende – Die unendliche Geschichte - 1 Woche (1. Juni – 7. Juni, insgesamt 111 Wochen) - Ephraim Kishon – … und die beste Ehefrau von allen - 1 Woche (8. Juni – 14. Juni, insgesamt 11 Wochen) - Michael Ende – Die unendliche Geschichte - 56 Wochen (15. Juni 1981 – 18. Juli 1982, insgesamt 111 Wochen) | - Michael Ende – Die unendliche Geschichte - 56 Wochen (15. Juni 1981 – 18. Juli 1982, insgesamt 111 Wochen) - Michael Ende – Momo - 1 Woche (19. Juli – 25. Juli, insgesamt 2 Wochen) - Michael Ende – Die unendliche Geschichte - 13 Wochen (26. Juli – 24. Oktober, insgesamt 111 Wochen) - James Clavell – Noble House Hongkong - 8 Wochen (25. Oktober – 19. Dezember) - Umberto Eco – Der Name der Rose - 13 Wochen (20. Dezember 1982 – 27. März 1983, insgesamt 36 Wochen) |
| 1983 | 1984 |
| - Umberto Eco – Der Name der Rose - 13 Wochen (20. Dezember 1982 – 27. März 1983, insgesamt 36 Wochen) - Johannes Mario Simmel – Bitte laßt die Blumen leben - 1 Woche (28. März – 3. April, insgesamt 5 Wochen) - Umberto Eco – Der Name der Rose - 2 Wochen (4. April – 17. April, insgesamt 36 Wochen) - Johannes Mario Simmel – Bitte laßt die Blumen leben - 1 Woche (18. April – 24. April, insgesamt 5 Wochen) - Umberto Eco – Der Name der Rose - 1 Woche (25. April – 1. Mai, insgesamt 36 Wochen) - Johannes Mario Simmel – Bitte laßt die Blumen leben - 1 Woche (2. Mai – 8. Mai, insgesamt 5 Wochen) - Umberto Eco – Der Name der Rose - 1 Woche (9. Mai – 15. Mai, insgesamt 36 Wochen) - Johannes Mario Simmel – Bitte laßt die Blumen leben - 2 Wochen (16. Mai – 29. Mai, insgesamt 5 Wochen) - Umberto Eco – Der Name der Rose - 1 Woche (30. Mai – 5. Juni, insgesamt 36 Wochen) - Michael Ende – Die unendliche Geschichte - 4 Wochen (6. Juni – 3. Juli, insgesamt 111 Wochen) - Umberto Eco – Der Name der Rose - 1 Woche (4. Juli – 10. Juli, insgesamt 36 Wochen) - Michael Ende – Momo - 1 Woche (11. Juli – 17. Juli, insgesamt 2 Wochen) - Umberto Eco – Der Name der Rose - 2 Wochen (18. Juli – 31. Juli, insgesamt 36 Wochen) - Michael Ende – Die unendliche Geschichte - 2 Wochen (1. August – 14. August, insgesamt 111 Wochen) - Umberto Eco – Der Name der Rose - 5 Wochen (15. August – 18. September, insgesamt 36 Wochen) - Michael Ende – Die unendliche Geschichte - 2 Wochen (19. September – 2. Oktober, insgesamt 111 Wochen) - John le Carré – Die Libelle - 2 Wochen (3. Oktober – 16. Oktober, insgesamt 23 Wochen) - Umberto Eco – Der Name der Rose - 1 Woche (17. Oktober – 23. Oktober, insgesamt 36 Wochen) - John le Carré – Die Libelle - 20 Wochen (24. Oktober 1983 – 11. März 1984, insgesamt 23 Wochen) | - John le Carré – Die Libelle - 20 Wochen (24. Oktober 1983 – 11. März 1984, insgesamt 23 Wochen) - Umberto Eco – Der Name der Rose - 1 Woche (12. März – 18. März, insgesamt 36 Wochen) - John le Carré – Die Libelle - 1 Woche (19. März – 25. März, insgesamt 23 Wochen) - Michael Ende – Die unendliche Geschichte - 1 Woche (26. März – 1. April, insgesamt 111 Wochen) - Umberto Eco – Der Name der Rose - 1 Woche (2. April – 8. April, insgesamt 36 Wochen) - Michael Ende – Die unendliche Geschichte - 19 Wochen (9. April – 19. August, insgesamt 111 Wochen) - Umberto Eco – Der Name der Rose - 3 Wochen (20. August – 9. September, insgesamt 36 Wochen) - Michael Ende – Die unendliche Geschichte - 1 Woche (10. September – 16. September, insgesamt 111 Wochen) - Umberto Eco – Der Name der Rose - 1 Woche (17. September – 23. September, insgesamt 36 Wochen) - Michael Ende – Die unendliche Geschichte - 1 Woche (24. September – 30. September, insgesamt 111 Wochen) - Umberto Eco – Der Name der Rose - 1 Woche (1. Oktober – 7. Oktober, insgesamt 36 Wochen) - Michael Ende – Die unendliche Geschichte - 1 Woche (8. Oktober – 14. Oktober, insgesamt 111 Wochen) - Umberto Eco – Der Name der Rose - 2 Wochen (15. Oktober – 28. Oktober, insgesamt 36 Wochen) - Isabel Allende – Das Geisterhaus - 29 Wochen (29. Oktober 1984 – 19. Mai 1985) |
| 1985 | 1986 |
| - Isabel Allende – Das Geisterhaus - 29 Wochen (29. Oktober 1984 – 19. Mai 1985) - Patrick Süskind – Das Parfum - 17 Wochen (20. Mai – 15. September, insgesamt 23 Wochen) - Heinrich Böll – Frauen vor Flußlandschaft - 13 Wochen (16. September – 15. Dezember) - Christine Brückner – Die Quints - 10 Wochen (16. Dezember 1985 – 23. Februar 1986) | - Christine Brückner – Die Quints - 10 Wochen (16. Dezember 1985 – 23. Februar 1986) - Patrick Süskind – Das Parfum - 6 Wochen (24. Februar – 6. April, insgesamt 23 Wochen) - Günter Grass – Die Rättin - 7 Wochen (7. April – 25. Mai) - Tania Blixen – Afrika, dunkel lockende Welt - 6 Wochen (26. Mai – 6. Juli) - Isabel Allende – Von Liebe und Schatten - 32 Wochen (7. Juli 1986 – 15. Februar 1987) |
| 1987 | 1988 |
| - Isabel Allende – Von Liebe und Schatten - 32 Wochen (7. Juli 1986 – 15. Februar 1987) - Gabriel García Márquez – Die Liebe in den Zeiten der Cholera - 34 Wochen (16. Februar – 11. Oktober, insgesamt 68 Wochen) - Johannes Mario Simmel – Doch mit den Clowns kamen die Tränen - 1 Woche (12. Oktober – 18. Oktober, insgesamt 7 Wochen) - Gabriel García Márquez – Die Liebe in den Zeiten der Cholera - 4 Wochen (19. Oktober – 15. November, insgesamt 68 Wochen) - Johannes Mario Simmel – Doch mit den Clowns kamen die Tränen - 1 Woche (16. November – 22. November, insgesamt 7 Wochen) - Gabriel García Márquez – Die Liebe in den Zeiten der Cholera - 1 Woche (23. November – 29. November, insgesamt 68 Wochen) - Johannes Mario Simmel – Doch mit den Clowns kamen die Tränen - 1 Woche (30. November – 6. Dezember, insgesamt 7 Wochen) - Gabriel García Márquez – Die Liebe in den Zeiten der Cholera - 1 Woche (7. Dezember – 13. Dezember, insgesamt 68 Wochen) - Johannes Mario Simmel – Doch mit den Clowns kamen die Tränen - 4 Wochen (14. Dezember 1987 – 10. Januar 1988, insgesamt 7 Wochen) | - Johannes Mario Simmel – Doch mit den Clowns kamen die Tränen - 4 Wochen (14. Dezember 1987 – 10. Januar 1988, insgesamt 7 Wochen) - Gabriel García Márquez – Die Liebe in den Zeiten der Cholera - 20 Wochen (11. Januar – 29. Mai, insgesamt 68 Wochen) - Stephen King – Das Monstrum - 1 Woche (30. Mai – 5. Juni, insgesamt 2 Wochen) - Gabriel García Márquez – Die Liebe in den Zeiten der Cholera - 1 Woche (6. Juni – 12. Juni, insgesamt 68 Wochen) - Stephen King – Das Monstrum - 1 Woche (13. Juni – 19. Juni, insgesamt 2 Wochen) - Gabriel García Márquez – Die Liebe in den Zeiten der Cholera - 7 Wochen (20. Juni – 14. August, insgesamt 68 Wochen) - Isabel Allende – Eva Luna - 33 Wochen (15. August 1988 – 2. April 1989) |
| 1989 | 1990 |
| - Isabel Allende – Eva Luna - 33 Wochen (15. August 1988 – 2. April 1989) - Anna Wimschneider – Herbstmilch - 11 Wochen (3. April – 18. Juni) - Benoîte Groult – Salz auf unserer Haut - 25 Wochen (19. Juni – 10. Dezember, insgesamt 61 Wochen) - Umberto Eco – Das Foucaultsche Pendel - 21 Wochen (11. Dezember 1989 – 6. Mai 1990) | - Umberto Eco – Das Foucaultsche Pendel - 21 Wochen (11. Dezember 1989 – 6. Mai 1990) - Benoîte Groult – Salz auf unserer Haut - 23 Wochen (7. Mai – 14. Oktober, insgesamt 61 Wochen) - Johannes Mario Simmel – Im Frühling singt zum letztenmal die Lerche - 15 Wochen (15. Oktober 1990 – 20. Januar 1991, insgesamt 16 Wochen) |

### 1991 ff.
| 1991 | 1992 |
| --- | --- |
| - Johannes Mario Simmel – Im Frühling singt zum letztenmal die Lerche - 15 Wochen (15. Oktober 1990 – 20. Januar 1991, insgesamt 16 Wochen) - Benoîte Groult – Salz auf unserer Haut - 1 Woche (21. Januar – 26. Januar, insgesamt 61 Wochen) - Johannes Mario Simmel – Im Frühling singt zum letztenmal die Lerche - 1 Woche (28. Januar – 3. Februar, insgesamt 16 Wochen) - Benoîte Groult – Salz auf unserer Haut - 12 Wochen (4. Februar – 28. April, insgesamt 61 Wochen) - Rosamunde Pilcher – September - 25 Wochen (29. April – 20. Oktober) - Alexandra Ripley – Scarlett - 16 Wochen (21. Oktober 1991 – 9. Februar 1992) | - Alexandra Ripley – Scarlett - 16 Wochen (21. Oktober 1991 – 9. Februar 1992) - Rosamunde Pilcher – Die Muschelsucher - 7 Wochen (10. Februar – 29. März) - Noah Gordon – Der Schamane - 69 Wochen (30. März 1992 – 25. Juli 1993) |
| 1993 | 1994 |
| - Noah Gordon – Der Schamane - 69 Wochen (29. März 1992 – 25. Juli 1993) - John Grisham – Die Akte - 24 Wochen (26. Juli 1993 – 9. Januar 1994, insgesamt 38 Wochen) | - John Grisham – Die Akte - 24 Wochen (26. Juli 1993 – 9. Januar 1994, insgesamt 38 Wochen) - Rosamunde Pilcher – Wilder Thymian - 1 Woche (10. Januar – 16. Januar) - John Grisham – Die Akte - 13 Wochen (17. Januar – 17. April, insgesamt 38 Wochen) - Jostein Gaarder – Sofies Welt - 1 Woche (18. April – 24. April, insgesamt 63 Wochen) - John Grisham – Die Akte - 1 Woche (25. April – 1. Mai, insgesamt 38 Wochen) - Jostein Gaarder – Sofies Welt - 10 Wochen (2. Mai – 10. Juli, insgesamt 63 Wochen) - John Grisham – Der Klient - 1 Woche (11. Juli – 17. Juli, insgesamt 10 Wochen) - Jostein Gaarder – Sofies Welt - 1 Woche (18. Juli – 24. Juli, insgesamt 63 Wochen) - John Grisham – Der Klient - 8 Wochen (25. Juli – 18. September, insgesamt 10 Wochen) - Jostein Gaarder – Sofies Welt - 2 Wochen (19. September – 2. Oktober, insgesamt 63 Wochen) - John Grisham – Der Klient - 1 Woche (3. Oktober – 9. Oktober, insgesamt 10 Wochen) - Jostein Gaarder – Sofies Welt - 49 Wochen (10. Oktober 1994 – 17. September 1995, insgesamt 63 Wochen) |
| 1995 | 1996 |
| - Jostein Gaarder – Sofies Welt - 49 Wochen (10. Oktober 1994 – 17. September 1995, insgesamt 63 Wochen) - Noah Gordon – Die Erben des Medicus - 20 Wochen (18. September 1995 – 4. Februar 1996) | - Noah Gordon – Die Erben des Medicus - 20 Wochen (18. September 1995 – 4. Februar 1996) - Nicholas Evans – Der Pferdeflüsterer - 18 Wochen (5. Februar – 9. Juni) - John Grisham – Der Regenmacher - 11 Wochen (10. Juni – 25. August, insgesamt 41 Wochen) - Javier Marías – Mein Herz so weiß - 1 Woche (26. August – 1. September) - John Grisham – Der Regenmacher - 29 Wochen (2. September 1996 – 23. März 1997, insgesamt 41 Wochen) |
| 1997 | 1998 |
| - John Grisham – Der Regenmacher - 29 Wochen (2. September 1996 – 23. März 1997, insgesamt 41 Wochen) - Frank McCourt – Die Asche meiner Mutter - 1 Woche (24. März – 30. März, insgesamt 2 Wochen) - John Grisham – Der Regenmacher - 1 Woche (31. März – 6. April, insgesamt 41 Wochen) - Frank McCourt – Die Asche meiner Mutter - 1 Woche (7. April – 13. April, insgesamt 2 Wochen) - John Grisham – Das Urteil - 8 Wochen (14. April – 8. Juni) - Marianne Fredriksson – Hannas Töchter - 44 Wochen (9. Juni 1997 – 12. April 1998, insgesamt 47 Wochen)                                                                       | - Marianne Fredriksson – Hannas Töchter - 44 Wochen (9. Juni 1997 – 12. April 1998, insgesamt 47 Wochen) - John Grisham – Der Partner - 2 Wochen (13. April – 26. April, insgesamt 8 Wochen) - Marianne Fredriksson – Hannas Töchter - 1 Woche (27. April – 3. Mai, insgesamt 47 Wochen) - John Grisham – Der Partner - 4 Wochen (4. Mai – 31. Mai, insgesamt 8 Wochen) - Marianne Fredriksson – Hannas Töchter - 1 Woche (1. Juni – 7. Juni, insgesamt 47 Wochen) - John Grisham – Der Partner - 1 Woche (8. Juni – 14. Juni, insgesamt 8 Wochen) - Marianne Fredriksson – Hannas Töchter - 1 Woche (15. Juni – 21. Juni, insgesamt 47 Wochen) - John Grisham – Der Partner - 1 Woche (22. Juni – 28. Juni, insgesamt 8 Wochen) - Donna Leon – Sanft entschlafen - 15 Wochen (29. Juni – 11. Oktober, insgesamt 16 Wochen) - Ingrid Noll – Röslein rot - 1 Woche (12. Oktober – 18. Oktober, insgesamt 2 Wochen) - Donna Leon – Sanft entschlafen - 1 Woche (19. Oktober – 25. Oktober, insgesamt 16 Wochen) - Ingrid Noll – Röslein rot - 1 Woche (26. Oktober – 1. November, insgesamt 2 Wochen) - Marianne Fredriksson – Simon - 20 Wochen (2. November 1998 – 21. März 1999) |
| 1999 | 2000 |
| - Marianne Fredriksson – Simon - 20 Wochen (2. November 1998 – 21. März 1999) - John Irving – Witwe für ein Jahr - 19 Wochen (22. März – 1. August) - Donna Leon – Nobilità - 8 Wochen (2. August – 26. September) - Isabel Allende – Fortunas Tochter - 21 Wochen (27. September 1999 – 20. Februar 2000, insgesamt 22 Wochen) | - Isabel Allende – Fortunas Tochter - 21 Wochen (27. September 1999 – 20. Februar 2000, insgesamt 22 Wochen) - Noah Gordon – Der Medicus von Saragossa - 1 Woche (21. Februar – 27. Februar) - Isabel Allende – Fortunas Tochter - 1 Woche (28. Februar – 5. März, insgesamt 22 Wochen) - Joanne K. Rowling – Harry Potter und der Stein der Weisen - 34 Wochen (6. März – 29. Oktober, insgesamt 50 Wochen) - Joanne K. Rowling – Harry Potter und der Feuerkelch - 10 Wochen (30. Oktober 2000 – 7. Januar 2001, insgesamt 11 Wochen) |

### 2001 ff.
| 2001 | 2002 |
| --- | --- |
| - Joanne K. Rowling – Harry Potter und der Feuerkelch - 10 Wochen (30. Oktober 2000 – 7. Januar 2001, insgesamt 11 Wochen) - Joanne K. Rowling – Harry Potter und der Stein der Weisen - 8 Wochen (8. Januar – 25. Februar, insgesamt 50 Wochen) - Henning Mankell – Der Mann, der lächelte - 27 Wochen (26. Februar – 2. September) - Joanne K. Rowling – Harry Potter und der Feuerkelch - 1 Woche (3. September – 9. September, insgesamt 11 Wochen) - Ken Follett – Das zweite Gedächtnis - 1 Woche (10. September – 16. September) - Umberto Eco – Baudolino - 8 Wochen (17. September – 11. November) - Henning Mankell – Die Brandmauer - 2 Wochen (12. November – 25. November) - Joanne K. Rowling – Harry Potter und der Stein der Weisen - 8 Wochen (26. November 2001 – 13. Januar 2002, insgesamt 50 Wochen) | - Joanne K. Rowling – Harry Potter und der Stein der Weisen - 8 Wochen (26. November 2001 – 13. Januar 2002, insgesamt 50 Wochen) - Joanne K. Rowling – Harry Potter und die Kammer des Schreckens - 1 Woche (14. Januar – 20. Januar) - Joanne K. Rowling – Harry Potter und der Gefangene von Askaban - 2 Wochen (21. Januar – 3. Februar) - John Irving – Die vierte Hand - 2 Wochen (4. Februar – 17. Februar) - Günter Grass – Im Krebsgang - 14 Wochen (18. Februar – 26. Mai) - Henning Mankell – Wallanders erster Fall und andere Erzählungen - 1 Woche (27. Mai – 2. Juni) - Donna Leon – Das Gesetz der Lagune - 5 Wochen (3. Juni – 7. Juli) - Martin Walser – Tod eines Kritikers - 5 Wochen (8. Juli – 11. August) - Jonathan Franzen – Die Korrekturen - 1 Woche (12. August – 18. August) - Diana Gabaldon – Das flammende Kreuz - 9 Wochen (19. August – 20. Oktober) - Ken Follett – Die Leopardin - 2 Wochen (21. Oktober – 3. November) - Henning Mankell – Die Rückkehr des Tanzlehrers - 15 Wochen (4. November 2002 – 16. Februar 2003, insgesamt 16 Wochen) |
| 2003 | 2004 |
| - Henning Mankell – Die Rückkehr des Tanzlehrers - 15 Wochen (4. November 2002 – 16. Februar 2003, insgesamt 16 Wochen) - Judith Hermann – Nichts als Gespenster - 1 Woche (17. Februar – 23. Februar, insgesamt 4 Wochen) - Henning Mankell – Die Rückkehr des Tanzlehrers - 1 Woche (24. Februar – 2. März, insgesamt 16 Wochen) - Judith Hermann – Nichts als Gespenster - 2 Wochen (3. März – 16. März, insgesamt 4 Wochen) - Yann Martel – Schiffbruch mit Tiger - 1 Woche (17. März – 23. März) - Judith Hermann – Nichts als Gespenster - 1 Woche (24. März – 30. März, insgesamt 4 Wochen) - John Grisham – Die Schuld - 3 Wochen (31. März – 20. April) - Ildikó von Kürthy – Freizeichen - 3 Wochen (21. April – 11. Mai, zusammen 4 Wochen) - Éric-Emmanuel Schmitt – Monsieur Ibrahim und die Blumen des Koran - 1 Woche (12. Mai – 18. Mai, insgesamt 2 Wochen) - Ildikó von Kürthy – Freizeichen - 1 Woche (19. Mai – 25. Mai, zusammen 4 Wochen) - Nuala O’Faolain – Ein alter Traum von Liebe - 1 Woche (26. Mai – 1. Juni) - Éric-Emmanuel Schmitt – Monsieur Ibrahim und die Blumen des Koran - 1 Woche (2. Juni – 8. Juni, insgesamt 2 Wochen) - Donna Leon – Die dunkle Stunde der Serenissima - 1 Woche (9. Juni – 15. Juni) - Joanne K. Rowling – Harry Potter and the Order of the Phoenix - 7 Wochen (16. Juni – 3. August) - Henning Mankell – Vor dem Frost - 6 Wochen (4. August – 14. September) - Paulo Coelho – Elf Minuten - 3 Wochen (15. September – 5. Oktober, insgesamt 6 Wochen) - John Griesemer – Rausch - 1 Woche (6. Oktober – 12. Oktober) - Paulo Coelho – Elf Minuten - 1 Woche (13. Oktober – 19. Oktober, insgesamt 6 Wochen) - Carlos Ruiz Zafón – Der Schatten des Windes - 1 Woche (20. Oktober – 26. Oktober, insgesamt 2 Wochen) - Paulo Coelho – Elf Minuten - 2 Wochen (27. Oktober – 9. November, insgesamt 6 Wochen) - Carlos Ruiz Zafón – Der Schatten des Windes - 1 Woche (10. November – 16. November, insgesamt 2 Wochen) - Joanne K. Rowling – Harry Potter und der Orden des Phönix - 11 Wochen (17. November 2003 – 1. Februar 2004) | - Joanne K. Rowling – Harry Potter und der Orden des Phönix - 11 Wochen (17. November 2003 – 1. Februar 2004) - Robert Harris – Pompeji - 5 Wochen (2. Februar – 7. März) - Dan Brown – Sakrileg - 9 Wochen (8. März – 9. Mai, insgesamt 48 Wochen) - Donna Leon – Verschwiegene Kanäle - 7 Wochen (10. Mai – 27. Juni) - Dan Brown – Sakrileg - 2 Wochen (28. Juni – 11. Juli, insgesamt 48 Wochen) - Frank Schätzing – Der Schwarm - 1 Woche (12. Juli – 18. Juli, insgesamt 7 Wochen) - Dan Brown – Sakrileg - 1 Woche (19. Juli – 25. Juli, insgesamt 48 Wochen) - Frank Schätzing – Der Schwarm - 1 Woche (26. Juli – 1. August, insgesamt 7 Wochen) - Dan Brown – Sakrileg - 5 Wochen (2. August – 5. September, insgesamt 48 Wochen) - Elizabeth George – Wer die Wahrheit sucht - 3 Wochen (6. September – 26. September) - Dan Brown – Sakrileg - 2 Wochen (27. September – 10. Oktober, insgesamt 48 Wochen) - Ildikó von Kürthy – Blaue Wunder - 2 Wochen (11. Oktober – 24. Oktober) - Dan Brown – Sakrileg - 11 Wochen (25. Oktober – 9. Januar 2005, insgesamt 48 Wochen) |
| 2005 | 2006 |
| - Dan Brown – Sakrileg - 11 Wochen (25. Oktober – 9. Januar 2005, insgesamt 48 Wochen) - Frank Schätzing – Der Schwarm - 5 Wochen (10. Januar – 13. Februar, insgesamt 7 Wochen) - Dan Brown – Sakrileg - 3 Wochen (14. Februar – 6. März, insgesamt 48 Wochen) - Dan Brown – Diabolus - 5 Wochen (7. März – 10. April) - Dan Brown – Sakrileg - 9 Wochen (11. April – 12. Juni, insgesamt 48 Wochen) - Donna Leon – Beweise, daß es böse ist - 2 Wochen (13. Juni – 26. Juni) - Dan Brown – Sakrileg - 4 Wochen (27. Juni – 24. Juli, insgesamt 48 Wochen) - Joanne K. Rowling – Harry Potter and the Half-Blood Prince - 6 Wochen (25. Juli – 4. September) - Dan Brown – Sakrileg - 2 Wochen (5. September – 18. September, insgesamt 48 Wochen) - Diana Gabaldon – Ein Hauch von Schnee und Asche - 3 Wochen (19. September – 9. Oktober) - Joanne K. Rowling – Harry Potter und der Halbblutprinz - 14 Wochen (10. Oktober 2005 – 15. Januar 2006) | - Joanne K. Rowling – Harry Potter und der Halbblutprinz - 14 Wochen (10. Oktober 2005 – 15. Januar 2006) - Daniel Kehlmann – Die Vermessung der Welt - 21 Wochen (16. Januar – 2. Juni, insgesamt 37 Wochen) - Donna Leon – Blutige Steine - 4 Wochen (5. Juni – 2. Juli) - Elizabeth George – Wo kein Zeuge ist - 3 Wochen (3. Juli – 23. Juli) - Daniel Kehlmann – Die Vermessung der Welt - 1 Woche (24. Juli – 30. Juli, insgesamt 37 Wochen) - Ildikó von Kürthy – Höhenrausch - 4 Wochen (31. Juli – 27. August) - Günter Grass – Beim Häuten der Zwiebel - 5 Wochen (28. August – 1. Oktober) - Daniel Kehlmann – Die Vermessung der Welt - 1 Woche (2. Oktober – 8. Oktober, insgesamt 37 Wochen) - Charlotte Link – Das Echo der Schuld - 1 Woche (9. Oktober – 15. Oktober) - Daniel Kehlmann – Die Vermessung der Welt - 1 Woche (16. Oktober – 22. Oktober, insgesamt 37 Wochen) - Katharina Hacker – Die Habenichtse - 5 Wochen (23. Oktober – 26. November) - Daniel Kehlmann – Die Vermessung der Welt - 12 Wochen (27. November 2006 – 18. Februar 2007, insgesamt 37 Wochen) |
| 2007 | 2008 |
| - Daniel Kehlmann – Die Vermessung der Welt - 12 Wochen (27. November 2006 – 18. Februar 2007, insgesamt 37 Wochen) - Andrea Maria Schenkel – Tannöd - 1 Woche (19. Februar – 25. Februar, insgesamt 16 Wochen) - Daniel Kehlmann – Die Vermessung der Welt - 1 Woche (26. Februar – 4. März, insgesamt 37 Wochen) - Andrea Maria Schenkel – Tannöd - 13 Wochen (5. März – 3. Juni, insgesamt 16 Wochen) - Donna Leon – Wie durch ein dunkles Glas - 5 Wochen (4. Juni – 8. Juli) - Tommy Jaud – Millionär - 3 Wochen (9. Juli – 29. Juli) - Joanne K. Rowling – Harry Potter and the Deathly Hallows - 5 Wochen (30. Juli – 2. September) - Andrea Maria Schenkel – Kalteis - 3 Wochen (3. September – 23. September) - Andrea Maria Schenkel – Tannöd - 2 Wochen (24. September – 7. Oktober, insgesamt 16 Wochen) - Cornelia Funke – Tintentod - 3 Wochen (8. Oktober – 28. Oktober) - Julia Franck – Die Mittagsfrau - 1 Woche (29. Oktober – 4. November) - Joanne K. Rowling – Harry Potter und die Heiligtümer des Todes - 11 Wochen (5. November 2007 – 20. Januar 2008) | - Joanne K. Rowling – Harry Potter und die Heiligtümer des Todes - 11 Wochen (5. November 2007 – 20. Januar 2008) - Ildefonso Falcones – Die Kathedrale des Meeres - 5 Wochen (21. Januar – 24. Februar) - Stephenie Meyer – Bis(s) zum Abendrot - 2 Wochen (25. Februar – 9. März, insgesamt 16 Wochen) - Ken Follett – Die Tore der Welt - 3 Wochen (10. März – 30. März) - Charlotte Roche – Feuchtgebiete - 30 Wochen (31. März – 26. Oktober, insgesamt 32 Wochen) - Uwe Tellkamp – Der Turm - 1 Woche (27. Oktober – 2. November) - Christopher Paolini – Eragon – Die Weisheit des Feuers - 4 Wochen (3. November – 30. November) - Carlos Ruiz Zafón – Das Spiel des Engels - 2 Wochen (1. Dezember – 14. Dezember) - Joanne K. Rowling – Die Märchen von Beedle dem Barden - 4 Wochen (15. Dezember 2008 – 11. Januar 2009) |
| 2009 | 2010 |
| - Joanne K. Rowling – Die Märchen von Beedle dem Barden - 4 Wochen (15. Dezember 2008 – 11. Januar 2009) - Charlotte Roche – Feuchtgebiete - 2 Wochen (12. Januar – 25. Januar, insgesamt 32 Wochen) - Daniel Kehlmann – Ruhm - 1 Woche (26. Januar – 1. Februar) - Stephenie Meyer – Bis(s) zur Mittagsstunde - 3 Wochen (2. Februar – 22. Februar) - Stephenie Meyer – Bis(s) zum Ende der Nacht - 9 Wochen (23. Februar – 26. April, insgesamt 14 Wochen) - Stephenie Meyer – Bis(s) zum Abendrot - 2 Wochen (27. April – 10. Mai, insgesamt 16 Wochen) - Stephenie Meyer – Bis(s) zum Ende der Nacht - 4 Wochen (11. Mai – 7. Juni, insgesamt 14 Wochen) - Donna Leon – Das Mädchen seiner Träume - 1 Woche (8. Juni – 14. Juni) - Stephenie Meyer – Bis(s) zum Abendrot - 4 Wochen (15. Juni – 12. Juli, insgesamt 16 Wochen) - Stephenie Meyer – Bis(s) zum Ende der Nacht - 1 Woche (13. Juli – 19. Juli, insgesamt 14 Wochen) - Stephenie Meyer – Bis(s) zum Abendrot - 8 Wochen (20. Juli – 13. September, insgesamt 16 Wochen) - Charlotte Link – Das andere Kind - 1 Woche (14. September – 20. September) - Volker Klüpfel / Michael Kobr – Rauhnacht - 4 Wochen (21. September – 18. Oktober) - Frank Schätzing – Limit - 1 Woche (19. Oktober – 25. Oktober) - Dan Brown – Das verlorene Symbol - 12 Wochen (26. Oktober 2009 – 17. Januar 2010) | - Dan Brown – Das verlorene Symbol - 12 Wochen (26. Oktober 2009 – 17. Januar 2010) - P. C. Cast / Kristin Cast – House of Night 01. Gezeichnet - 3 Wochen (18. Januar – 7. Februar) - Martin Suter – Der Koch - 4 Wochen (8. Februar – 7. März) - Tommy Jaud – Hummeldumm - 10 Wochen (8. März – 16. Mai, insgesamt 16 Wochen) - Henning Mankell – Der Feind im Schatten - 1 Woche (17. Mai – 23. Mai) - Tommy Jaud – Hummeldumm - 3 Wochen (24. Mai – 13. Juni, insgesamt 16 Wochen) - Stephenie Meyer – Bis(s) zum ersten Sonnenstrahl - 7 Wochen (14. Juni – 1. August) - Tommy Jaud – Hummeldumm - 2 Wochen (2. August – 15. August, insgesamt 16 Wochen) - P. C. Cast / Kristin Cast – House of Night 03. Erwählt - 1 Wochen (16. August – 22. August) - Ferdinand von Schirach – Schuld - 1 Woche (23. August – 29. August) - Tommy Jaud – Hummeldumm - 1 Woche (30. August – 5. September, insgesamt 16 Wochen) - Jussi Adler-Olsen – Schändung - 3 Wochen (6. September – 26. September) - Cornelia Funke – Reckless. Steinernes Fleisch - 2 Wochen (27. September – 10. Oktober) - Ken Follett – Sturz der Titanen - 6 Wochen (11. Oktober – 21. November, insgesamt 8 Wochen) - P. C. Cast / Kristin Cast – House of Night 04. Ungezähmt - 1 Woche (22. November – 28. November) - Ken Follett – Sturz der Titanen - 1 Woche (29. November – 5. Dezember, insgesamt 8 Wochen) - Dora Heldt – Kein Wort zu Papa - 2 Wochen (6. Dezember – 19. Dezember, insgesamt 5 Wochen) - Kerstin Gier – Smaragdgrün – Liebe geht durch alle Zeiten - 2 Wochen (20. Dezember 2010 – 2. Januar 2011) |

### 2011 ff.
| 2011 | 2012 |
| --- | --- |
| - Kerstin Gier – Smaragdgrün – Liebe geht durch alle Zeiten - 2 Wochen (20. Dezember 2010 – 2. Januar 2011) - Ken Follett – Sturz der Titanen - 1 Woche (3. Januar – 9. Januar, insgesamt 8 Wochen) - Dora Heldt – Kein Wort zu Papa - 3 Wochen (10. Januar – 30. Januar, insgesamt 5 Wochen) - Suzanne Collins – Die Tribute von Panem – Flammender Zorn - 3 Wochen (31. Januar – 20. Februar) - P. C. Cast / Kristin Cast – House of Night 05. Gejagt - 2 Wochen (21. Februar – 6. März) - Simon Beckett – Verwesung - 9 Wochen (7. März – 8. Mai) - Carlos Ruiz Zafón – Marina - 1 Woche (9. Mai – 15. Mai) - Karen Rose – Todesstoß - 1 Woche (16. Mai – 22. Mai) - P. C. Cast / Kristin Cast – House of Night 06. Versucht - 2 Wochen (23. Mai – 5. Juni) - Donna Leon – Auf Treu und Glauben - 1 Woche (6. Juni – 12. Juni) - Volker Klüpfel / Michael Kobr – Schutzpatron - 3 Wochen (13. Juni – 3. Juli) - Jussi Adler-Olsen – Erlösung - 7 Wochen (4. Juli – 21. August) - Charlotte Roche – Schoßgebete - 7 Wochen (22. August – 9. Oktober) - Dora Heldt – Bei Hitze ist es wenigstens nicht kalt - 1 Woche (10. Oktober – 16. Oktober) - Walter Moers – Das Labyrinth der träumenden Bücher - 1 Woche (17. Oktober – 23. Oktober) - Eugen Ruge – In Zeiten des abnehmenden Lichts - 4 Wochen (24. Oktober – 20. November) - P. C. Cast / Kristin Cast – House of Night 08. Geweckt - 1 Woche (21. November – 27. November) - Christopher Paolini – Eragon – Das Erbe der Macht - 5 Wochen (28. November 2011 – 1. Januar 2012) | - Christopher Paolini – Eragon – Das Erbe der Macht - 5 Wochen (28. November 2011 – 1. Januar 2012) - Jonas Jonasson – Der Hundertjährige, der aus dem Fenster stieg und verschwand - 5 Wochen (2. Januar – 5. Februar, insgesamt 31 Wochen) - Jussi Adler-Olsen – Das Alphabethaus - 5 Wochen (6. Februar – 11. März) - Jonas Jonasson – Der Hundertjährige, der aus dem Fenster stieg und verschwand - 6 Wochen (12. März – 22. April, insgesamt 31 Wochen) - Suzanne Collins – Die Tribute von Panem – Gefährliche Liebe - 1 Woche (23. April – 29. April) - Jonas Jonasson – Der Hundertjährige, der aus dem Fenster stieg und verschwand - 19 Wochen (30. April – 9. September, insgesamt 31 Wochen) - Jussi Adler-Olsen – Verachtung - 2 Wochen (10. September – 23. September) - Jonas Jonasson – Der Hundertjährige, der aus dem Fenster stieg und verschwand - 1 Woche (24. September – 30. September, insgesamt 31 Wochen) - Ken Follett – Winter der Welt - 1 Woche (1. Oktober – 7. Oktober) - Joanne K. Rowling – Ein plötzlicher Todesfall - 2 Wochen (8. Oktober – 21. Oktober) - Nele Neuhaus – Böser Wolf - 6 Wochen (22. Oktober – 2. Dezember) - Tommy Jaud – Überman - 1 Woche (3. Dezember – 9. Dezember) - P. C. Cast / Kristin Cast – House of Night 10. Verloren - 1 Woche (10. Dezember – 16. Dezember) - Timur Vermes – Er ist wieder da - 12 Wochen (17. Dezember 2012 – 10. März 2013, insgesamt 20 Wochen) |
| 2013 | 2014 |
| - Timur Vermes – Er ist wieder da - 12 Wochen (17. Dezember 2012 – 10. März 2013, insgesamt 20 Wochen) - Volker Klüpfel / Michael Kobr – Herzblut - 4 Wochen (11. März – 7. April) - Timur Vermes – Er ist wieder da - 7 Wochen (8. April – 26. Mai, insgesamt 20 Wochen) - Dan Brown – Inferno - 15 Wochen (27. Mai – 8. September) - Timur Vermes – Er ist wieder da - 1 Woche (9. September – 15. September, insgesamt 20 Wochen) - Daniel Kehlmann – F - 1 Woche (16. September – 22. September) - Jussi Adler-Olsen – Erwartung - 6 Wochen (23. September – 3. November) - Khaled Hosseini – Traumsammler - 3 Wochen (4. November – 24. November) - Jonas Jonasson – Die Analphabetin, die rechnen konnte - 9 Wochen (25. November 2013 – 26. Januar 2014, insgesamt 11 Wochen) | - Jonas Jonasson – Die Analphabetin, die rechnen konnte - 9 Wochen (25. November 2013 – 26. Januar 2014, insgesamt 11 Wochen) - Haruki Murakami – Die Pilgerjahre des farblosen Herrn Tazaki - 1 Woche (27. Januar – 2. Februar) - Jonas Jonasson – Die Analphabetin, die rechnen konnte - 2 Wochen (3. Februar – 16. Februar, insgesamt 11 Wochen) - Simon Beckett – Der Hof - 4 Wochen (17. Februar – 16. März) - Frank Schätzing – Breaking News - 7 Wochen (17. März – 4. Mai) - Jan Weiler – Das Pubertier - 5 Wochen (5. Mai – 8. Juni, insgesamt 6 Wochen) - Donna Leon – Das goldene Ei - 4 Wochen (9. Juni – 6. Juli) - Kerstin Gier – Silber – Das zweite Buch der Träume - 4 Wochen (7. Juli – 3. August) - Diana Gabaldon – Ein Schatten von Verrat und Liebe - 2 Wochen (4. August – 17. August) - Jan Weiler – Das Pubertier - 1 Woche (18. August – 24. August, insgesamt 6 Wochen) - Dave Eggers – Der Circle - 2 Wochen (25. August – 7. September) - Bernhard Schlink – Die Frau auf der Treppe - 3 Wochen (8. September – 28. September) - Ken Follett – Kinder der Freiheit - 1 Woche (29. September – 5. Oktober, insgesamt 2 Wochen) - Volker Klüpfel / Michael Kobr – Grimmbart - 1 Woche (6. Oktober – 12. Oktober) - Ken Follett – Kinder der Freiheit - 1 Woche (13. Oktober – 19. Oktober, insgesamt 2 Wochen) - Lutz Seiler – Kruso - 1 Woche (20. Oktober – 26. Oktober) - Nele Neuhaus – Die Lebenden und die Toten - 3 Wochen (27. Oktober – 16. November) - Sebastian Fitzek – Passagier 23 - 9,57 Wochen (17. November 2014 – 23. Januar 2015) |
| 2015 | 2016 |
| - Sebastian Fitzek – Passagier 23 - 9,57 Wochen (17. November 2014 – 23. Januar 2015) - Michel Houellebecq – Unterwerfung - 5 Wochen (24. Januar – 27. Februar) - Kiera Cass – Selection – Der Erwählte - 1 Woche (28. Februar – 6. März) - Martin Suter – Montecristo - 2 Wochen (7. März – 20. März) - Jussi Adler-Olsen – Verheißung - 10 Wochen (21. März – 29. Mai) - Donna Leon – Tod zwischen den Zeilen - 3 Wochen (30. Mai – 19. Juni) - Dörte Hansen – Altes Land - 6 Wochen (20. Juni – 31. Juli, insgesamt 10 Wochen) - Harper Lee – Gehe hin, stelle einen Wächter - 1 Woche (1. August – 7. August) - Dörte Hansen – Altes Land - 4 Wochen (8. August – 4. September, insgesamt 10 Wochen) - David Lagercrantz nach Stieg Larsson – Verschwörung - 4 Wochen (5. September – 2. Oktober) - Jojo Moyes – Ein ganz neues Leben - 2 Wochen (3. Oktober – 16. Oktober, insgesamt 22 Wochen) - Kerstin Gier – Silber – Das dritte Buch der Träume - 1 Woche (17. Oktober – 23. Oktober) - Jojo Moyes – Ein ganz neues Leben - 2 Wochen (24. Oktober – 6. November, insgesamt 22 Wochen) - Sebastian Fitzek – Das Joshua-Profil - 1 Woche (7. November – 13. November) - Jojo Moyes – Ein ganz neues Leben - 13 Wochen (14. November 2015 – 12. Februar 2016, insgesamt 22 Wochen) | - Jojo Moyes – Ein ganz neues Leben - 13 Wochen (14. November 2015 – 12. Februar 2016, insgesamt 22 Wochen) - Jan Weiler – Im Reich der Pubertiere - 4 Wochen (13. Februar – 11. März) - Siegfried Lenz – Der Überläufer - 5 Wochen (12. März – 15. April) - Jonas Jonasson – Mörder Anders und seine Freunde nebst dem einen oder anderen Feind - 7 Wochen (16. April – 3. Juni) - Donna Leon – Ewige Jugend - 5 Wochen (4. Juni – 8. Juli) - Jojo Moyes – Ein ganz neues Leben - 5 Wochen (9. Juli – 12. August, insgesamt 22 Wochen) - Joanne K. Rowling / John Tiffany / Jack Thorne – Harry Potter and the Cursed Child - 4 Wochen (13. August – 9. September) - Elena Ferrante – Meine geniale Freundin - 1 Woche (10. September – 16. September, insgesamt 3 Wochen) - Charlotte Link – Die Entscheidung - 1 Woche (17. September – 23. September) - Elena Ferrante – Meine geniale Freundin - 1 Woche (24. September – 30. September, insgesamt 3 Wochen) - Joanne K. Rowling / John Tiffany / Jack Thorne – Harry Potter und das verwunschene Kind - 5 Wochen (1. Oktober – 4. November. insgesamt 13 Wochen) - Sebastian Fitzek – Das Paket - 1 Woche (5. November – 11. November, insgesamt 3 Wochen) - Joanne K. Rowling / John Tiffany / Jack Thorne – Harry Potter und das verwunschene Kind - 8 Wochen (12. November 2016 – 6. Januar 2017. insgesamt 13 Wochen) |
| 2017 | 2018 |
| - Joanne K. Rowling / John Tiffany / Jack Thorne – Harry Potter und das verwunschene Kind - 8 Wochen (12. November 2016 – 6. Januar 2017. insgesamt 13 Wochen) - Sebastian Fitzek – Das Paket - 2 Wochen (7. Januar – 20. Januar, insgesamt 3 Wochen) - Elena Ferrante – Meine geniale Freundin - 1 Woche (21. Januar – 27. Januar, insgesamt 3 Wochen) - Joanne K. Rowling – Phantastische Tierwesen und wo sie zu finden sind - 1 Woche (28. Januar – 3. Februar) - Martin Suter – Elefant - 6 Wochen (4. Februar – 17. März) - Jussi Adler-Olsen – Selfies - 7 Wochen (18. März – 5. Mai, insgesamt 8 Wochen) - Rebecca Gablé – Die fremde Königin - 1 Woche (6. Mai – 12. Mai) - Jussi Adler-Olsen – Selfies - 1 Woche (13. Mai – 19. Mai, insgesamt 8 Wochen) - Maja Lunde – Die Geschichte der Bienen - 2 Wochen (20. Mai – 2. Juni, insgesamt 14 Wochen) - Donna Leon – Stille Wasser - 1 Woche (3. Juni – 9. Juni) - Maja Lunde – Die Geschichte der Bienen - 12 Wochen (10. Juni – 1. September, insgesamt 14 Wochen) - Elena Ferrante – Die Geschichte der getrennten Wege - 3 Wochen (2. September – 22. September) - Ken Follett – Das Fundament der Ewigkeit - 3 Wochen (23. September – 13. Oktober) - Dan Brown – Origin - 3 Wochen (14. Oktober – 3. November, insgesamt 9 Wochen) - Sebastian Fitzek – Flugangst 7A - 1 Woche (4. November – 10. November) - Lucinda Riley – Die Perlenschwester - 1 Woche (11. November – 17. November) - Dan Brown – Origin - 6 Wochen (18. November – 29. Dezember, insgesamt 9 Wochen) - Daniel Kehlmann – Tyll - 4 Wochen (30. Dezember 2017 – 26. Januar 2018) | - Daniel Kehlmann – Tyll - 4 Wochen (30. Dezember 2017 – 26. Januar 2018) - Bernhard Schlink – Olga - 1 Woche (27. Januar – 2. Februar) - Jojo Moyes – Mein Herz in zwei Welten - 2 Wochen (3. Februar – 16. Februar, insgesamt 5 Wochen) - Elena Ferrante – Die Geschichte des verlorenen Kindes - 1 Woche (17. Februar – 23. Februar) - Jojo Moyes – Mein Herz in zwei Welten - 3 Wochen (24. Februar – 16. März, insgesamt 5 Wochen) - Ferdinand von Schirach – Strafe - 3 Wochen (17. März – 6. April, insgesamt 5 Wochen) - Paluten / Klaas Kern – Die Schmahamas-Verschwörung - 1 Woche (7. April – 13. April) - Ferdinand von Schirach – Strafe - 2 Wochen (14. April – 27. April, insgesamt 5 Wochen) - Haruki Murakami – Die Ermordung des Commendatore II - 1 Woche (28. April – 4. Mai) - Frank Schätzing – Die Tyrannei des Schmetterlings - 1 Woche (5. Mai – 11. Mai, insgesamt 5 Wochen) - Volker Klüpfel / Michael Kobr – Kluftinger - 1 Woche (12. Mai – 18. Mai) - Frank Schätzing – Die Tyrannei des Schmetterlings - 4 Wochen (19. Mai – 15. Juni, insgesamt 5 Wochen) - Robert Seethaler – Das Feld - 12 Wochen (16. Juni – 7. September) - Timur Vermes – Die Hungrigen und die Satten - 1 Woche (8. September – 14. September) - Jonas Jonasson – Der Hundertjährige, der zurückkam, um die Welt zu retten - 1 Woche (15. September – 21. September) - Juli Zeh – Neujahr - 1 Woche (22. September – 28. September) - Rita Falk – Eberhofer, Zefix! - 1 Woche (29. September – 5. Oktober) - Carmen Korn – Zeitenwende - 1 Woche (6. Oktober – 12. Oktober) - Charlotte Link – Die Suche - 1 Woche (13. Oktober – 19. Oktober) - Michael Hjorth / Hans Rosenfeldt – Die Opfer, die man bringt - 1 Woche (20. Oktober – 26. Oktober) - Dörte Hansen – Mittagsstunde - 1 Woche (27. Oktober – 2. November) - Sebastian Fitzek – Der Insasse - 2 Wochen (3. November – 16. November, insgesamt 3 Wochen) - Lucinda Riley – Die Mondschwester - 2 Wochen (17. November – 30. November) - Nele Neuhaus – Muttertag - 4 Wochen (1. Dezember – 28. Dezember, insgesamt 6 Wochen) - Sebastian Fitzek – Der Insasse - 1 Woche (29. Dezember 2018 – 4. Januar 2019, insgesamt 3 Wochen) |
| 2019 | 2020 |
| - Sebastian Fitzek – Der Insasse - 1 Woche (29. Dezember 2018 – 4. Januar 2019, insgesamt 3 Wochen) - Nele Neuhaus – Muttertag - 2 Wochen (5. Januar – 18. Januar, insgesamt 6 Wochen) - Michel Houellebecq – Serotonin - 4 Wochen (19. Januar – 15. Februar) - T. C. Boyle – Das Licht - 1 Woche (16. Februar – 22. Februar) - Simon Beckett – Die ewigen Toten - 3 Wochen (23. Februar – 15. März) - Ferdinand von Schirach – Kaffee und Zigaretten - 3 Wochen (16. März – 5. April, insgesamt 11 Wochen) - Walter Moers – Der Bücherdrache - 1 Woche (6. April – 12. April) - Ferdinand von Schirach – Kaffee und Zigaretten - 3 Wochen (13. April – 3. Mai, insgesamt 11 Wochen) - Martin Walker – Menu surprise - 1 Woche (4. Mai – 10. Mai) - Ferdinand von Schirach – Kaffee und Zigaretten - 3 Wochen (11. Mai – 31. Mai, insgesamt 11 Wochen) - Donna Leon – Ein Sohn ist uns gegeben - 4 Wochen (1. Juni – 28, Juni) - Ferdinand von Schirach – Kaffee und Zigaretten - 2 Wochen (29. Juni – 12. Juli, insgesamt 11 Wochen) - Daniela Krien – Die Liebe im Ernstfall - 2 Wochen (13. Juli – 26. Juli, insgesamt 3 Wochen) - Cornelia Funke / Guillermo del Toro – Das Labyrinth des Fauns - 1 Wochen (27. Juli – 2. August) - Daniela Krien – Die Liebe im Ernstfall - 1 Woche (3. August – 9. August, insgesamt 3 Wochen) - Karin Slaughter – Die letzte Witwe - 2 Wochen (10. August – 23. August) - Ursula Poznanski – Erebos 2 - 2 Wochen (24. August – 6. September) - Rebecca Gablé – Teufelskrone - 1 Woche (7. September – 13. September) - Ildikó von Kürthy – Es wird Zeit - 1 Woche (14. September – 20. September, insgesamt 2 Wochen) - Stephen King – Das Institut - 1 Woche (21. September – 27. September) - Ildikó von Kürthy – Es wird Zeit - 1 Woche (28. September – 4. Oktober, insgesamt 2 Wochen) - Martin Suter – Allmen und der Koi - 1 Woche (5. Oktober – 11. Oktober) - Jojo Moyes – Wie ein Leuchten in tiefer Nacht - 1 Woche (12. Oktober – 18. Oktober) - Jussi Adler-Olsen – Opfer 2117 - 1 Woche (19. Oktober – 25. Oktober) - Saša Stanišić – Herkunft - 1 Woche (26. Oktober – 1. November, insgesamt 2 Wochen) - Sebastian Fitzek – Das Geschenk - 4 Wochen (2. November – 29. November, insgesamt 10 Wochen) - Lucinda Riley – Die Sonnenschwester - 2 Wochen (30. November – 13. Dezember) - Sebastian Fitzek – Das Geschenk - 5 Wochen (14. Dezember 2019 – 17. Januar 2020, insgesamt 10 Wochen) | - Sebastian Fitzek – Das Geschenk - 5 Wochen (14. Dezember 2019 – 17. Januar 2020, insgesamt 10 Wochen) - Saša Stanišić – Herkunft - 1 Woche (18. Januar – 24. Januar, insgesamt 2 Wochen) - Sebastian Fitzek – Das Geschenk - 1 Woche (25. Januar – 31. Januar, insgesamt 10 Wochen) - Lisa Taddeo – Drei Frauen - 1 Woche (1. Februar – 7. Februar) - Pascal Mercier – Das Gewicht der Worte - 4 Wochen (8. Februar – 6. März) - Lætitia Colombani – Das Haus der Frauen - 1 Woche (7. März – 13. März) - Lutz Seiler – Stern 111 - 5 Wochen (14. März – 17. April) - Delia Owens – Der Gesang der Flusskrebse - 1 Woche (18. April – 24. April, insgesamt 6 Wochen) - Martin Walker – Connaisseur - 1 Woche (25. April – 1. Mai) - Delia Owens – Der Gesang der Flusskrebse - 2 Wochen (2. Mai – 15. Mai, insgesamt 6 Wochen) - Renate Bergmann – Dann bleiben wir eben zu Hause - 1 Woche (16. Mai – 22. Mai, insgesamt 4 Wochen) - Suzanne Collins – Das Lied von Vogel und Schlange - 4 Wochen (23. Mai – 19. Juni) - Renate Bergmann – Dann bleiben wir eben zu Hause - 3 Wochen (20. Juni – 10. Juli, insgesamt 4 Wochen) - Delia Owens – Der Gesang der Flusskrebse - 3 Wochen (11. Juli – 31. Juli, insgesamt 6 Wochen) - Bernhard Schlink – Abschiedsfarben - 1 Woche (1. August – 7. August) - Stephenie Meyer – Biss zur Mittagssonne - 1 Woche (8. August – 14. August) - Robert Seethaler – Der letzte Satz - 4 Wochen (15. August – 11. September) - Joachim Meyerhoff – Hamster im hinteren Stromgebiet - 1 Woche (12. September – 18. September) - Ken Follett – Der Morgen einer neuen Zeit - 2 Wochen (19. September – 2. Oktober) - Volker Klüpfel / Michael Kobr – Funkenmord - 3 Wochen (3. Oktober – 23. Oktober) - Sebastian Fitzek – Der Heimweg - 13 Wochen (24. Oktober 2020 – 22. Januar 2021) |

### 2021 ff.
| 2021 | 2022 |
| --- | --- |
| - Sebastian Fitzek – Der Heimweg - 13 Wochen (24. Oktober 2020 – 22. Januar 2021) - Dirk Rossmann – Der neunte Arm des Oktopus - 2 Wochen (23. Januar – 5. Februar, insgesamt 3 Wochen) - Haruki Murakami – Erste Person Singular - 2 Wochen (6. Februar – 19. Februar) - Dirk Rossmann – Der neunte Arm des Oktopus - 1 Woche (20. Februar – 26. Februar, insgesamt 3 Wochen) - Benedict Wells – Hard Land - 5 Wochen (27. Februar – 2. April) - Juli Zeh – Über Menschen - 8 Wochen (3. April – 28. Mai, insgesamt 14 Wochen) - Lucinda Riley – Die verschwundene Schwester - 6 Wochen (29. Mai – 9. Juli) - Juli Zeh – Über Menschen - 1 Woche (10. Juli – 16. Juli, insgesamt 14 Wochen) - Simon Beckett – Die Verlorenen - 5 Wochen (17. Juli – 20. August) - Stephen King – Billy Summers - 1 Woche (21. August – 27. August) - Juli Zeh – Über Menschen - 5 Wochen (28. August – 1. Oktober, insgesamt 14 Wochen) - Hervé Le Tellier – Die Anomalie - 1 Woche (2. Oktober – 8. Oktober) - Kerstin Gier – Vergissmeinnicht – Was man bei Licht nicht sehen kann - 1 Woche (9. Oktober – 15. Oktober) - Jonathan Franzen – Crossroads - 1 Woche (16. Oktober – 22. Oktober) - Michael Hjorth und Hans Rosenfeldt – Die Früchte, die man erntet - 1 Woche (23. Oktober – 29. Oktober) - Dirk Rossmann / Ralf Hoppe – Der Zorn des Oktopus - 1 Woche (30. Oktober – 5. November) - Sebastian Fitzek – Playlist - 3 Wochen (6. November – 26. November, insgesamt 5 Wochen) - Nele Neuhaus – In ewiger Freundschaft - 1 Woche (27. November – 3. Dezember, insgesamt 5 Wochen) - Diana Gabaldon – Outlander. Das Schwärmen von tausend Bienen - 1 Woche (4. Dezember – 10. Dezember) - Nele Neuhaus – In ewiger Freundschaft - 2 Wochen (11. Dezember – 24. Dezember, insgesamt 5 Wochen) - Sebastian Fitzek – Playlist - 1 Woche (25. Dezember – 31. Dezember, insgesamt 5 Wochen) | - Sebastian Fitzek – Playlist - 1 Woche (1. Januar – 7. Januar, insgesamt 5 Wochen) - Nele Neuhaus – In ewiger Freundschaft - 2 Wochen (8. Januar – 21. Januar, insgesamt 5 Wochen) - Michel Houellebecq – Vernichten - 2 Wochen (22. Januar – 4. Februar, insgesamt 3 Wochen) - Martin Suter – Einer von euch - 1 Woche (5. Februar – 11. Februar) - Michel Houellebecq – Vernichten - 1 Woche (12. Februar – 18. Februar, insgesamt 3 Wochen) |

## Erfolgreichste Autoren ab 1961
Folgende Autoren erreichten am häufigsten den Spitzenplatz der Spiegel-Bestsellerliste:
- 169,71 Wochen: Johannes Mario Simmel
- 142 Wochen: Joanne K. Rowling
- 115 Wochen: Isabel Allende und Heinrich Böll
- 113 Wochen: Michael Ende
- 108 Wochen: John Grisham
- 103 Wochen: Siegfried Lenz
- 090 Wochen: Noah Gordon
- 089 Wochen: Dan Brown
- 086 Wochen: Günter Grass
- 068 Wochen: Gabriel García Márquez
- 067 Wochen: Marianne Fredriksson und Donna Leon
- 065 Wochen: Umberto Eco
- 063 Wochen: Jostein Gaarder
- 061 Wochen: Benoîte Groult
- 060 Wochen: Eric Malpass
- 052 Wochen: Henning Mankell

Folgende Autoren erreichten mit den meisten Büchern den Spitzenplatz der Spiegel-Bestsellerliste:
- Joanne K. Rowling (15 Bücher, 142 Wochen)
- Donna Leon (15 Bücher, 67 Wochen)
- Johannes Mario Simmel (11 Bücher, 169,71 Wochen)
- Sebastian Fitzek (8 Bücher, 42,57 Wochen)
- Jussi Adler-Olsen (8 Bücher, 42 Wochen)
- Ken Follett (8 Bücher, 22 Wochen)
- Heinrich Böll (7 Bücher, 115 Wochen)
- Günter Grass (7 Bücher, 86 Wochen)
- P. C. Cast / Kristin Cast (7 Bücher, 11 Wochen)
- John Grisham (6 Bücher, 108 Wochen)
- Henning Mankell (6 Bücher, 52 Wochen)
- Volker Klüpfel / Michael Kobr (6 Bücher, 15 Wochen)

### Joanne K. Rowling
Die britische Schriftstellerin Joanne K. Rowling war mit den folgenden 15 Büchern erfolgreich:
- Harry Potter und der Stein der Weisen: 50 Wochen (6. März – 29. Oktober 2000, 8. Januar – 25. Februar 2001 und 26. November 2001 – 13. Januar 2002)
- Harry Potter und der Feuerkelch: 11 Wochen (30. Oktober 2000 – 7. Januar 2001 und 3. September – 9. September 2001)
- Harry Potter und die Kammer des Schreckens: 1 Woche (14. Januar – 20. Januar 2002)
- Harry Potter und der Gefangene von Askaban: 2 Wochen (21. Januar – 3. Februar 2002)
- Harry Potter and the Order of the Phoenix: 7 Wochen (16. Juni – 3. August 2003)
- Harry Potter und der Orden des Phönix: 11 Wochen (17. November 2003 – 1. Februar 2004)
- Harry Potter and the Half-Blood Prince: 6 Wochen (25. Juli – 4. September 2005)
- Harry Potter und der Halbblutprinz: 14 Wochen (10. Oktober 2005 – 15. Januar 2006)
- Harry Potter and the Deathly Hallows: 5 Wochen (30. Juli – 2. September 2007)
- Harry Potter und die Heiligtümer des Todes: 11 Wochen (5. November 2007 – 20. Januar 2008)
- Die Märchen von Beedle dem Barden: 4 Wochen (15. Dezember 2008 – 11. Januar 2009)
- Ein plötzlicher Todesfall: 2 Wochen (8. Oktober – 21. Oktober 2012)
- Harry Potter and the Cursed Child: 4 Wochen (13. August – 9. September 2016)
- Harry Potter und das verwunschene Kind: 13 Wochen (1. Oktober – 4. November 2016 und 12. November 2016 – 6. Januar 2017)
- Phantastische Tierwesen und wo sie zu finden sind: 1 Woche (28. Januar – 3. Februar 2017)

### Donna Leon
Die US-amerikanische Schriftstellerin Donna Leon war mit den folgenden 15 Büchern erfolgreich:
- Sanft entschlafen: 16 Wochen (29. Juni – 11. Oktober und 19. Oktober – 25. Oktober 1998)
- Nobilità: 8 Wochen (2. August – 26. September 1999)
- Das Gesetz der Lagune: 5 Wochen (3. Juni – 7. Juli 2002)
- Die dunkle Stunde der Serenissima: 1 Woche (9. Juni – 15. Juni 2003)
- Verschwiegene Kanäle: 7 Wochen (10. Mai – 27. Juni 2004)
- Beweise, daß es böse ist: 2 Wochen (13. Juni – 26. Juni 2005)
- Blutige Steine: 4 Wochen (5. Juni – 2. Juli 2006)
- Wie durch ein dunkles Glas: 5 Wochen (4. Juni – 8. Juli 2007)
- Das Mädchen seiner Träume: 1 Woche (8. Juni – 14. Juni 2009)
- Auf Treu und Glauben: 1 Woche (6. Juni – 12. Juni 2011)
- Das goldene Ei: 4 Wochen (9. Juni – 6. Juli 2014)
- Tod zwischen den Zeilen: 3 Wochen (30. Mai – 19. Juni 2015)
- Ewige Jugend: 5 Wochen (4. Juni – 8. Juli 2016)
- Stille Wasser: 1 Woche (3. Juni – 9. Juni 2017)
- Ein Sohn ist uns gegeben: 4 Wochen (1. Juni – 28. Juni 2019)

### Johannes Mario Simmel
Der österreichische Schriftsteller Johannes Mario Simmel war mit den folgenden 11 Büchern erfolgreich:
- Lieb Vaterland magst ruhig sein: 15,71 Wochen (20. Oktober – 30. November 1965, 15. Dezember 1965 – 30. Januar 1966 und 28. Februar – 20. März 1966)
- Alle Menschen werden Brüder: 5 Wochen (25. März – 28. April 1968)
- Und Jimmy ging zum Regenbogen: 25 Wochen (16. März – 19. Juli und 3. August – 20. September 1970)
- Der Stoff aus dem die Träume sind: 24 Wochen (25. Oktober 1971 – 9. April 1972)
- Die Antwort kennt nur der Wind: 10 Wochen (20. August – 21. Oktober 1973 und 7. Januar – 13. Januar 1974)
- Niemand ist eine Insel: 28 Wochen (25. August 1975 – 7. März 1976)
- Hurra, wir leben noch: 22 Wochen (24. April – 10. November 1978)
- Wir heißen euch hoffen: 13 Wochen (1. September – 30. November und 15. Dezember – 21. Dezember 1980)
- Bitte laßt die Blumen leben: 5 Wochen (28. März – 3. April, 18. April – 24. April, 2. Mai – 8. Mai und 16. Mai – 29. Mai 1983)
- Doch mit den Clowns kamen die Tränen: 7 Wochen (12. Oktober – 18. Oktober, 16. November – 22. November, 30. November – 6. Dezember 1987 und 14. Dezember 1987 – 10. Januar 1988)
- Im Frühling singt zum letztenmal die Lerche: 15 Wochen (15. Oktober 1990 – 20. Januar 1991 und 28. Januar – 3. Februar 1991)

### Sebastian Fitzek
Der deutsche Schriftsteller Sebastian Fitzek war mit den folgenden 8 Büchern erfolgreich:
- Passagier 23: 9,57 Wochen (17. November 2014 – 23. Januar 2015)
- Das Joshua-Profil: 1 Woche (7. November – 13. November 2015)
- Das Paket: 1 Woche (5. November – 11. November 2016 und 7. Januar – 20. Januar 2017)
- Flugangst 7A: 1 Woche (4. November – 10. November 2017)
- Der Insasse: 2 Wochen (3. November – 16. November 2018 und 29. Dezember 2018 – 4. Januar 2019)
- Das Geschenk: 10 Wochen (2. November – 29. November 2019, 14. Dezember – 17. Januar 2020 und 25. Januar – 31. Januar 2020)
- Der Heimweg: 13 Wochen (24. Oktober 2020 – 22. Januar 2021)
- Playlist 5 Wochen (6. November – 26. November 2021, 25. Dezember 2021 – 7. Januar 2022)

### Jussi Adler-Olsen
Der dänische Autor von Kriminalromanen Jussi Adler-Olsen war mit den folgenden 8 Büchern erfolgreich:
- Schändung: 3 Wochen (6. September – 26. September 2010)
- Erlösung: 7 Wochen (4. Juli – 21. August 2011)
- Das Alphabethaus: 5 Wochen (6. Februar – 11. März 2012)
- Verachtung: 2 Wochen (10. September – 23. September 2012)
- Erwartung: 6 Wochen (23. September – 3. November 2013)
- Verheißung: 10 Wochen (21. März – 29. Mai 2015)
- Selfies: 8 Wochen (18. März – 5. Mai und 13. Mai – 19. Mai 2017)
- Opfer 2117: 1 Woche (19. Oktober 2019 – 25. Oktober 2019)

### Ken Follett
Der britische Schriftsteller Ken Follett war mit den folgenden 8 Büchern erfolgreich:
- Das zweite Gedächtnis: 1 Woche (10. September – 16. September 2001)
- Die Leopardin: 2 Wochen (21. Oktober – 3. November 2002)
- Die Tore der Welt: 3 Wochen (10. März – 30. März 2008)
- Sturz der Titanen: 8 Wochen (11. Oktober – 21. Oktober, 29. November – 5. Dezember 2010 und 3. Januar – 9. Januar 2011)
- Winter der Welt: 1 Woche (1. Oktober – 7. Oktober 2012)
- Kinder der Freiheit: 2 Wochen (29. September – 5. Oktober und 13. Oktober – 19. Oktober 2014)
- Das Fundament der Ewigkeit: 3 Wochen (23. September – 13. Oktober 2017)
- Der Morgen einer neuen Zeit: 2 Wochen (19. September – 2. Oktober 2020)

### Heinrich Böll
Der deutsche Schriftsteller Heinrich Böll war mit den folgenden 7 Büchern erfolgreich:
- Erzählungen. Hörspiele. Aufsätze: 24 Wochen (18. Oktober – 12. Dezember 1961 und 20. Dezember 1961 – 10. April 1962)
- Ansichten eines Clowns: 25 Wochen (3. Juli – 8. Oktober 1963, 5. Februar – 25. Februar, 4. März – 21. April und 29. April – 5. Mai 1964)
- Ende einer Dienstfahrt: 26 Wochen (17. Oktober 1966 – 16. April 1967)
- Gruppenbild mit Dame: 7 Wochen (30. August – 19. September und 27. September – 24. Oktober 1971)
- Die verlorene Ehre der Katharina Blum: 10 Wochen (26. August – 3. November 1974)
- Fürsorgliche Belagerung: 10 Wochen (27. August – 4. November 1979)
- Frauen vor Flußlandschaft: 13 Wochen (16. September – 15. Dezember 1985)

### Günter Grass
Der deutsche Schriftsteller Günter Grass war mit den folgenden 7 Büchern erfolgreich:
- Hundejahre: 13 Wochen (9. Oktober 1963 – 4. Februar 1964 und 26. Februar – 3. März 1964)
- Örtlich betäubt: 9 Wochen (29. September – 30. November 1969)
- Der Butt: 29 Wochen (22. August 1977 – 12. März 1978)
- Kopfgeburten oder Die Deutschen sterben aus: 9 Wochen (30. Juni – 31. August 1980)
- Die Rättin: 7 Wochen (7. April – 25. Mai 1986)
- Im Krebsgang: 14 Wochen (18. Februar – 26. Mai 2002)
- Beim Häuten der Zwiebel: 5 Wochen (28. August – 1. Oktober 2006)

### P. C. Cast und Kristin Cast
Die US-amerikanischen Schriftstellerinnen P. C. Cast und deren Tochter Kristin Cast waren mit den folgenden 7 Büchern erfolgreich:
- House of Night 01: Gezeichnet: 3 Wochen (18. Januar – 7. Februar 2010)
- House of Night 03: Erwählt: 1 Woche (16. August – 22. August 2010)
- House of Night 04: Ungezähmt: 1 Woche (22. November – 28. November 2010)
- House of Night 05: Gejagt: 2 Wochen (21. Februar – 6. März 2011)
- House of Night 06: Versucht: 2 Wochen (23. Mai – 5. Juni 2011)
- House of Night 08: Geweckt: 1 Woche (21. November – 27. November 2011)
- House of Night 10: Verloren: 1 Woche (10. Dezember – 16. Dezember 2012)

### John Grisham
Der US-amerikanische Autor von Justizthrillern und Kriminalromanen John Grisham war mit den folgenden 6 Büchern erfolgreich:
- Die Akte: 38 Wochen (26. Juli 1993 – 9. Januar 1994, 17. Januar – 17. April und 25. April – 1. Mai 1994)
- Der Klient: 10 Wochen (11. Juli – 17. Juli, 25. Juli – 18. September und 3. Oktober – 9. Oktober 1994)
- Der Regenmacher: 41 Wochen (20. Juni – 25. August 1996, 2. September 1996 – 23. März 1997 und 31. März – 6. April 1997)
- Das Urteil: 8 Wochen (14. April – 8. Juni 1997)
- Der Partner: 8 Wochen (13. April – 26. April, 4. Mai – 31. Mai, 8. Juni – 14. Juni und 22. Juni – 28. Juni 1998)
- Die Schuld: 3 Wochen (31. März – 20. April 2003)

### Henning Mankell
Der schwedische Schriftsteller Henning Mankell war mit den folgenden 6 Büchern erfolgreich:
- Der Mann, der lächelte: 27 Wochen (26. Februar – 2. September 2001)
- Die Brandmauer: 2 Wochen (12. November – 25. November 2001)
- Wallanders erster Fall und andere Erzählungen: 1 Woche (27. Mai – 2. Juni 2002)
- Die Rückkehr des Tanzlehrers: 15 Wochen (4. November 2002 – 16. Februar 2003 und 24. Februar – 2. März 2003)
- Vor dem Frost: 6 Wochen (4. August – 14. September 2004)
- Der Feind im Schatten: 1 Woche (17. Mai – 23. Mai 2010)

### Volker Klüpfel / Michael Kobr
Die deutschen Schriftsteller Volker Klüpfel und Michael Kobr waren mit den folgenden 6 Büchern erfolgreich:
- Rauhnacht: 4 Wochen (21. September – 18. Oktober 2009)
- Schutzpatron: 3 Wochen (13. Juni – 3. Juli 2011)
- Herzblut: 3 Wochen (11. März – 17. April 2013)
- Grimmbart: 1 Woche (6. Oktober – 12. Oktober 2014)
- Kluftinger: 1 Woche (12. Mai – 18. Mai 2018)
- Funkenmord: 3 Wochen (3. Oktober – 23. Oktober 2020)

## Schriftsteller, die sich selbst auf Platz eins ablösten
- 1982: Michael Ende – „Die unendliche Geschichte“ → „Momo“ → „Die unendliche Geschichte“
- 2000/2001: Joanne K. Rowling – „Harry Potter und der Stein der Weisen“ → „Harry Potter und der Feuerkelch“ → „Harry Potter und der Stein der Weisen“
- 2002: Joanne K. Rowling – „Harry Potter und der Stein der Weisen“ → „Harry Potter und die Kammer des Schreckens“ → „Harry Potter und der Gefangene von Askaban“
- 2005: Dan Brown – „Sakrileg“ → „Diabolus“ → „Sakrileg“
- 2009: Stephenie Meyer – „Bis(s) zur Mittagsstunde“ → „Bis(s) zum Ende der Nacht“ → „Bis(s) zum Abendrot“ → „Bis(s) zum Ende der Nacht“
- 2009: Stephenie Meyer – „Bis(s) zum Abendrot“ → „Bis(s) zum Ende der Nacht“ → „Bis(s) zum Abendrot“

## „Dauerbrenner“
In der nachfolgenden Statistik sind Bücher aufgeführt, die mindestens 26 Wochen lang an der Spitze der Bestsellerliste standen.

### 111 Wochen
- Michael Ende – Die unendliche Geschichte (12. Januar – 15. März, 18. Mai – 24. Mai, 1. Juni – 7. Juni 1981, 15. Juni 1981 – 18. Juli 1982, 26. Juli – 24. Oktober 1982, 6. Juni – 3. Juli, 1. August – 14. August, 19. September – 2. Oktober 1983, 26. März – 1. April, 9. April – 19. August, 10. September – 16. September, 24. September – 30. September und 8. Oktober – 14. Oktober 1984)

### 69 Wochen
- Noah Gordon – Der Schamane (29. März 1992 – 25. Juli 1993)

### 68 Wochen
- Gabriel García Márquez – Die Liebe in den Zeiten der Cholera (16. Februar – 11. Oktober, 19. Oktober – 15. November, 23. November – 29. November, 7. Dezember – 13. Dezember 1987, 11. Januar – 29. Mai, 6. Juni – 12. Juni und 20. Juni – 14. August 1988)

### 63 Wochen
- Jostein Gaarder – Sofies Welt (18. April – 24. April, 2. Mai – 10. Juli, 18. Juli – 24. Juli, 19. September – 2. Oktober 1994 und 10. Oktober 1994 – 17. September 1995)

### 61 Wochen
- Benoîte Groult – Salz auf unserer Haut (19. Juni – 10. Dezember 1989, 7. Mai – 14. Oktober 1990, 21. Januar – 26. Januar und 4. Februar – 28. April 1991)

### 50 Wochen
- Joanne K. Rowling – Harry Potter und der Stein der Weisen (6. März – 29. Oktober 2000, 8. Januar – 25. Februar 2001 und 26. November 2001 – 13. Januar 2002)

### 48 Wochen
- Eric Malpass – Morgens um sieben ist die Welt noch in Ordnung (17. April – 19. November 1967 und 27. November 1967 – 24. März 1968)
- Dan Brown – Sakrileg (8. März – 9. Mai, 28. Juni – 11. Juli, 19. Juli – 25. Juli, 2. August – 5. September, 27. September – 10. Oktober 2004, 25. Oktober 2004 – 9. Januar 2005, 14. Februar – 6. März, 11. April – 12. Juni, 27. Juni – 24. Juli und 5. September – 18. September 2005)

### 47 Wochen
- Marianne Fredriksson – Hannas Töchter (9. Juni 1997 – 12. April 1998, 27. April – 3. Mai, 1. Juni – 7. Juni und 15. Juni – 21. Juni 1998)

### 41 Wochen
- John Grisham – Der Regenmacher (10. Juni – 25. August, 2. September 1996 – 23. März 1997 und 31. März – 6. April 1997)

### 37 Wochen
- Siegfried Lenz – Deutschstunde (25. November – 8. Dezember 1968, 16. Dezember 1968 – 19. Januar 1969 und 27. Januar – 24. August 1969)
- Daniel Kehlmann – Die Vermessung der Welt (16. Januar – 2. Juni, 24. Juli – 30. Juli, 2. Oktober – 8. Oktober, 16. Oktober – 22. Oktober 2006, 27. November 2006 – 18. Februar 2007 und 26. Februar – 4. März 2007)

### 36 Wochen
- Umberto Eco – Der Name der Rose (20. Dezember 1982 – 27. März 1983, 4. April – 17. April, 25. April – 1. Mai, 9. Mai – 15. Mai, 30. Mai – 5. Juni, 4. Juli – 10. Juli, 18. Juli – 31. Juli, 15. August – 18. September, 17. Oktober – 23. Oktober 1983, 12. März – 18. März, 2. April – 8. April, 20. August – 9. September, 17. September – 23. September, 1. Oktober – 7. Oktober und 15. Oktober – 28. Oktober 1984)

### 33 Wochen
- Isabel Allende – Eva Luna (15. August 1988 – 2. April 1989)

### 32 Wochen
- Hildegard Knef – Der geschenkte Gaul (28. September 1970 – 9. Mai 1971)
- Isabel Allende – Von Liebe und Schatten (7. Juli 1986 – 15. Februar 1987)

### 31 Wochen
- Jonas Jonasson – Der Hundertjährige, der aus dem Fenster stieg und verschwand (2. Januar – 5. Februar, 12. März – 22. April, 30. April – 9. September und 24. September – 30. September 2012)

### 30 Wochen
- Charlotte Roche – Feuchtgebiete (31. März – 26. Oktober 2008 und 12. Januar – 25. Januar 2009)

### 29 Wochen
- Günter Grass – Der Butt (22. August 1977 – 12. März 1978)
- Siegfried Lenz – Heimatmuseum (11. September 1978 – 1. April 1979)
- Isabel Allende – Das Geisterhaus (29. Oktober 1984 – 19. Mai 1985)

### 28 Wochen
- Johannes Mario Simmel – Niemand ist eine Insel (25. August 1975 – 7. März 1976)

### 27 Wochen
- Peter Bamm – Eines Menschen Zeit (2. Oktober 1972 – 8. April 1973)
- Henning Mankell – Der Mann, der lächelte (26. Februar – 2. September 2001)

### 26 Wochen
- Shirley Ann Grau – Die Hüter des Hauses (4. April – 2. Oktober 1966)
- Heinrich Böll – Ende einer Dienstfahrt (17. Oktober 1966 – 16. April 1967)

## Besonderheiten
Joanne K. Rowling erreichte mit vier Titeln (2003 mit Harry Potter und der Orden des Phönix, 2005 mit Harry Potter und der Halbblutprinz, 2007 mit Harry Potter und die Heiligtümer des Todes und 2016 mit Harry Potter und das verwunschene Kind) sowohl mit der englischsprachigen Originalausgabe als auch mit der deutschen Übersetzung jeweils die Spitze der Bestsellerliste.